# Дорога хаосу (фільм)
«Дорога хаосу» (англ. «Chaos Walking») — американський науково-фантастичний фільм студії Lionsgate за мотивами роману Патріка Несса 2008 року «Ніж, якого не відпустиш», який є першою частиною трилогії «Дорога хаосу». Режисером фільму є Даг Лайман, команда сценаристів складається з: Чарлі Кофмен, Джеймі Лінден, Патрік Несс, Ліндсі Бір, Гері Спінеллі та Джон Лі Генкок. Головні актори: Том Голланд, Дейзі Рідлі та Мадс Міккельсен. Прем'єра фільму у США відбулася 22 січня 2021 року.
У недалекому майбутньому, Тодд Г'юїтт був вихований з переконанням, що всіх жінок в його інопланетній колонії вбили аборигени. Одного разу він зустрічає дівчину на ім'я Віола — першу, яку він коли-небудь зустрічав. У подальшій пригоді вони дізнаються більше про справжню історію планети.

## Синопсис
У 2257 році на планеті Новий Світ живуть залишки земних колоністів. Унаслідок боротьби з місцевими істотами «спеками» всі жінки загинули, а чоловіки придбали здатність читати думки одне одного. Ця здатність називається Шум.
Хлопець Тодд Г'юїтт живе в місті Прентісстаун зі своїми прийомними батьками, Беном Муром та Кілліаном Бойдом. Серед інших мешканців — проповідник Аарон, мер міста Девід Прентісс та його син Дейві. Девід навчився контролювати свій Шум, тому його думки важко дізнатися. Тодд хоче навчитися робити так само, тоді як Аарон називає Шум "даром правди".
До Нового Світу наближається космічний корабель, щоб з'ясувати причину втрати зв'язку з планетою. Відправлена на розвідку капсула зазнає аварії та падає в лісі. При падіння розвідниця Віола чує думки своїх нажаханих товаришів-чоловіків. Вона єдина виживає при падінні.
Згодом Тодд виявляє на фермі злодія (Віолу) та біжить навздогін. Він виявляє місце падіння капсули та поспішає розповісти про це меру. Але дорогою Тоддові думки читають інші люди і всі разом вирушають до капсули. Мер наказує обшукати місце та забрати все цінне, а злодія спіймати. Тодд розуміє, що Віола — це дівчина, але вона відчуває його думки і тікає. Девід змушує Віолу побачити ілюзорний паркан і затримує її. Пояснивши історію планети, Девід цікавиться чи може корабель забрати колоністів, але не отримує відповіді, бо не може читати думки землянки. Він залишає Дейві охороняти дівчину. Та Дейві, необачно взявши один з її пристроїв, спричиняє вибух, дозволяючи Віолі втекти.
Віола підслуховує, як Девід планує знайти місце посадки корабля, вбити екіпаж і захопити його. Вона ховається в сараї родини Тодда, де хлопець і знаходить її. Один із людей мера прибуває на її пошуки, але Тодду вдається збрехати, що він не бачив Віолу. Бен потім розповідає Тодду про поселення Фарбранч, де Віола може бути в безпеці. Віола тікає на мотоциклі, а Тодд вирушає за нею. Дейві, шукаючи дівчину, вбиває Кілліана, і Бен змушений приєднатися до його загону.
Тим часом Тодд наздоганяє Віолу, коли вона зупинилася на відпочинок. Вони вирушають до Фарбранча в супроводі Тоддового собаки, Манчі. Дорогою Віола розповідає, що корабель перевозить понад 4 тис. пасажирів, а її батьки були надто хворі для подорожі з Землі до Нового Світу. Тодд відчуває Шум спеків і радить піти окружним шляхом. Потім вони бачать поселення аборигенів і зустрічають одного зі спеків, що має вигляд темного гуманоїда. Тодд намагається його вбити, але Віола зупиняє його.
Вони прибувають до Фарбранча, міста, населеного (на подив Тодда) як чоловіками, так і жінками й дітьми. Частина з них обурені присутністю Тодда, оскільки він з Прентісстауна. У Тодда є щоденник його матері, який Віола читає йому, оскільки він неписьменний. З нього відомо, що жінок убили не спеки, а чоловіки з Прентісстауна. Вони не могли читати жіночі думки і не схотіли з цим змиритися.
Прибувають Девід та його люди. Бен намагається змусити Тодда видати Віолу, але він розлючений на нього за брехню. Бен використовує свій Шум, щоб відволікти Девіда та його людей ілюзорним зображенням Віоли, поки Тодд та Віола тікають. Аарон біжить навздогін. Вони натрапляють на човен, але коли вони тікають, Аарон топить Манчі.
Наступного дня Віола та Тодд прибувають до залишків першого колоніального корабля. Звідти вони намагаються надіслати сигнал на корабель на орбіті. Але антена пошкоджена, тому Тодд намагається її полагодити. Коли прибувають Девід та його загін, Тодд здається йому, оскільки той тримає Бена в заручниках. Аарон намагається вбити Віолу, яка спалює його одним зі своїх пристроїв. Девід стріляє в Бена. Помираючи, він передає Тодду ножа. Тодд вступає в бій з Девідом, який використовує своїх ілюзорних двійників, щоб відволікти Тодда, і стріляє в нього. Але Тодд використовує ілюзію своєї матері та інших жінок, які звинувачують Девіда в боягузтві. Тієї миті Віола штовхає Девіда зі скелі і той розбивається.
Колоніальний корабель з'являється в небі, змушуючи Дейві та решту чоловіків з Прентісстауна тікати. Тодд прокидається в медичному відділенні колоніального корабля. Віола каже, що навчилася любити його планету, і показує йому будівництво нової колонії на Новому Світі.

## У ролях
- Том Голланд — Тодд Г'юїтт:

Хлопець, який живе на далекій планеті з назвою Новий світ.
- Дейзі Рідлі — Віола Еде:

Дівчина без Шуму, яка є ключем до розгадки таємниці Нового світу.
- Мадс Міккельсен — Девід Прентісс:

Жорстокий мер Прентісставна.
- Деміан Бічір — Бен Мур:

Усиновитель Тодда.
- Керт Саттер[en] — Кілліан Бойд:

Усиновитель Тодда.
- Нік Джонас — Девід «Дейві» Прентісс-молодший:

Син мера і однин з його солдатів.
- Девід Оєлово — Аарон:

Жорстокий священник у Новому світі, який шукає Тодда і Віолу.
- Синтія Еріво — Гільді:

Союзник Тодда і Віоли, лідер Фарбранч, мирного поселення у Новому світі, яка змушена виступити проти мера Прентісс і його армії.
- Оскар Джеенада — Вілф:

Вигнанець і бродяга, який стає дуже важливим у змові Тодда і Віоли проти мера Прентісса.
- Марк Прімо — Вейл

## Виробництво

### Розробка
У жовтні 2011 року компанія Lionsgate Entertainment придбала права на поширення у всьому світі фільм-екранізації трилогії Патріка Несса Ходячий Хаос, який буде випущений продюсерською компанією Даґа Девісона Quadrant Pictures. Джеймі Лінден був найнятий як сценарист фільму. У 2013 році Роберт Земекіс був найнятий як режисер фільму, але згодом покинув пост через конфлікти з розкладом, але залишився як продюсер фільму. 10 червня 2016 року Даг Лайман вів переговори щодо режисури фільму.

### Кастинг
4 серпня 2016 року стало відомо, що Дейзі Рідлі приєдналася до акторського складу фільму. Вона була фанаткою книг та зіграє Віолу. 28 листопада 2016 року Том Голланд приєднався до акторського складу, щоб зіграти Тодда. 20 липня 2017 року було оголошено, що Мадс Міккельсен приєднався до акторського складу фільму у ролі лиходійського мера.
У серпні 2017 року до акторського складу приєдналися актори Деміан Бічір, Керт Саттер, Нік Джонас і Девід Оєлово. У вересні 2017 року до акторського складу приєдналася Синтія Еріво. У жовтні 2017 року Оскар Хаенада приєднався до акторського складу.

### Фільмування
7 серпня 2017 року почався Основний знімальний процес фільму у Монреалі, Квебек. Фільмування також проходили у Шотландії й Ісландії. Основний знімальний процес закінчився у листопаді 2017 року.
Знімальна група
- Кінорежисер — Даг Лайман
- Сценаристи — Чарлі Кофмен, Джеймі Лінден[en], Патрік Несс, Ліндсі Бер, Ґері Спінеллі, Джон Лі Генкок
- Кінопродюсери — Даґ Дейвісон, Джейсон Клоз, Рей Анґелік
- Композитор — TBA
- Кіномонтаж — Ендрю Мондшейн[en]
- Кінооператор — Бен Серезін[en]
- Кастинг — Ніколь Абеллера, Жанна Мак-Карті
- Художник-постановник — Ден Вейл
- Артдиректори — Каролін де Бельфель, Даран Фулгем, Ніколя Лепаж
- Художники-декоратори[en] — Френк Ґаллін, Мартін Каземірчук
- Художниця-костюмерка — Кейт Говлі

### Перефільмування
У квітні 2018 року, повідомлялося, що для фільму були виділені ще кілька тижнів на перефільмування наприкінці 2018 або на початку 2019 року, після невдалих тестових показів. Через зайнятість Дейзі Рідлі у сиквел-трилогії «Зоряних війн», та Тома Голланда у фільмі «Людина-павук: Далеко від дому», почати перефільмування, з Феде Альваресом у ролі режисера, не виходило до квітня 2019 року. Це перефільмування, яке тривало до травня 2019 року, додало фільму додаткові 15 мільйонів доларів до бюджету.

## Випуск
Старт прокату фільму у США відбувся 22 січня 2021 року. Раніше планувався на 1 березня 2019 року.

## Сприйняття
Фільм отримав холодний прийом критиків, які зазначали, що він поганий як екранізація книги і має пласких, недорозвинених персонажів. Агрегатор рецензій Rotten Tomatoes повідомляє, що позитивні рецензії дали 21 % критиків з середньою оцінкою 4,5/10. Консенсус критиків сайту говорить: «„Дорога хаосу“ стає на потенційно цікавий шлях, але ця антиутопічна пригода жахливо псує свою задумку та шкутильгає до фінішу». Згідно з Metacritic, середньозважений бал складає 38 зі 100, що свідчить про «загалом несхвальні» відгуки.
Майкл О'Салліван у The Washington Post виніс вердикт, що історія нагадує вестерн з ковбоями-колоністами та індіанцями-спеками. Загалом цікаві ідеї про ґендерну динаміку та колоніалізм глушаться «нудотною» сексуальною об'єктивацією, присутністю спеків і дивною естетикою. Фільм має декілька відмінностей від книги: Тодд у ньому старший, а його собака не має Шуму.
Девід Ерліх зробив висновок у IndieWire, що фільм «смертельно боїться власних основ» і декілька гарних моментів тільки підкреслюють невиразність решти хронометражу. Ідея книги про необхідність підкріплювати свої думки справами замінюється гонитвою через трав'янисті рівнини та кумедними в усіх сенсах розмовами між Тоддом і Віолою.
Девід Фір у Rolling Stone писав: спроба розпочати кінофраншизу за мотивами науково-фантастичних книг для підлітків Патріка Несса провалилася з першого разу. Фільм займається візуалізацією монологів замість розкриття тем, які роблять оригінальну книгу захопливою. Найгірше, що участь у «Дорозі хаосу» лишиться темною плямою у фільмографії акторів.